# Albisaurus
Albisaurus (wat 'Elbehagedis' betekent) werd ooit beschouwd als een geslacht van dinosauriërs, maar nu wordt meestal aangenomen dat het een uitgestorven niet-dinosaurische archosauriër is. Het werd voor het eerst beschreven in 1893 door Antonin Fritsch (ook gespeld als Frič), een Tsjechische paleontoloog, maar de overblijfselen zijn schaars. De geldigheid van de soort kan niet worden bewezen op basis van de fossiele overblijfselen en het wordt meestal aangeduid als een nomen dubium. Hij leefde tijdens de Turonien-Santonien van het Krijt (ongeveer 90-84 miljoen jaar geleden).

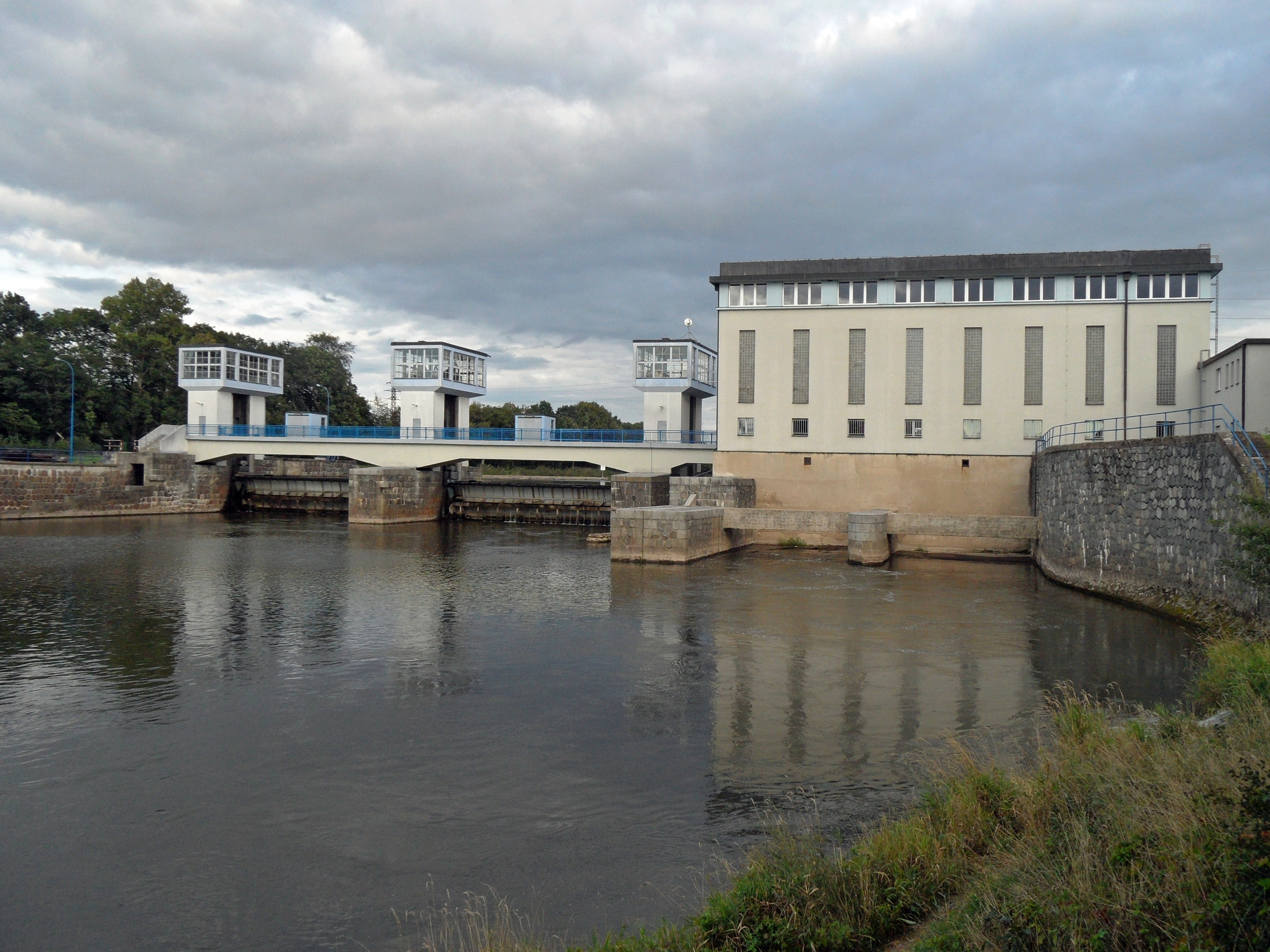
De vindplaats

De geslachtsnaam Albisaurus is afgeleid van het Latijnse albus (albi-) naar de rivier de Albis, zoals die in de Romeinse tijd bekend was, nu de Bílé Labe (of 'Witte Elbe'), een deel van het Elbe-riviersysteem, dat door het oosten van Tsjechië stroomt, nabij een plaats waar de typefossielen werden gevonden (Srnojedy nabij Pardubice); plus het Griekse sauros dat 'hagedis' betekent. Fritsch publiceerde de naam oorspronkelijk in 1893 als Iguanodon albinus. Het holotype is NAMU Ob 8, door Jaroslav Jahn gevonden op de linkeroever van de Elbe. Het bestaat slechts uit de schacht van een middenvoetsbeentje. Na de fossielen opnieuw te hebben geëvalueerd, besloot hij echter dat ze verschilden van Iguanodon. In 1905 publiceerde hij een nieuwe naam voor dit materiaal en noemde het Albisaurus scutifer, de 'schilddrager', omdat hij in de omgeving gevonden pantserplaten met het dier in verband bracht, hoewel daar geen enkel bewijs voor was. Iguanodon albinus heeft echter voorrang en albinus is daarom de juiste soortaanduiding voor het materiaal, aangezien het gebaseerd was op hetzelfde type-exemplaar als Albisaurus scutifer.
De typesoort is Albisaurus albinus. De soortaanduiding albinus is afgeleid van het Latijnse albus (alb-), 'wit, helder', en het Latijnse achtervoegsel -inus; 'behorend tot', ook weer verwijzend naar de hedendaagse Bile Labe van de West-Tsjechische Republiek, tijdens de heerschappij van het Romeinse Rijk bekend om de zuiverheid en helderheid van het water.
In 2011 wees histologisch botonderzoek van het fossiel uit dat het toch aan een dinosauriër kan hebben toebehoord.
Frič probeerde het dier bij het grotere publiek te propageren als een belangrijke Boheemse dinosauriër en schatte daartoe in 1905 de lichaamslengte op acht meter, vergezeld van een spectaculaire illustratie op de titelpagina van een boekje, wat bij Othenio Abel in een recensie het schampere commentaar uitlokte dat dit niet te verenigen was met de schatting uit 1893 dat het beentje een derde had van de lengte van het overeenkomende element bij de Belgische Iguanodon. Abel vond de illustratie meer een karikatuur lijken.